# Liste der Monuments historiques in Oyes
Die Liste der Monuments historiques in Oyes führt die Monuments historiques in der französischen Gemeinde Oyes auf.

## Liste der Objekte
| Bezeichnung                          | Beschreibung                                                                   | Standort                       | Kennzeichnung | Schutzstatus | Datum | Bild |
| ------------------------------------ | ------------------------------------------------------------------------------ | ------------------------------ | ------------- | ------------ | ----- | ---- |
| Reliquienbüste Heiliger Godo         | Holz, farbig gefasst, 17. oder 18. Jahrhundert                                 | in der Kirche St-Genest (Lage) | PM51002324    | Inscrit      | 1975  |      |
| Zwei Seitenaltäre                    | jeweils Altartisch und Retabel; Holz, farbig gefasst, 18. oder 19. Jahrhundert | in der Kirche St-Genest (Lage) | PM51002327    | Inscrit      | 1975  |      |
| Tabernakel                           | Holz, 18. Jahrhundert                                                          | in der Kirche St-Genest (Lage) | PM51003396    | Inscrit      | 1998  |      |
| Reliquienschrein des heiligen Godo   | Holz, 18. oder 19. Jahrhundert                                                 | in der Kirche St-Genest (Lage) | PM51003395    | Inscrit      | 1998  |      |
| Wandvertäfelung des Chorraums        | Holz, 19. Jahrhundert                                                          | in der Kirche St-Genest (Lage) | PM51002325    | Inscrit      | 1975  |      |
| Zwei Armreliquiare des heiligen Godo | Holz, Kupfer, 16. Jahrhundert                                                  | in der Kirche St-Genest (Lage) | PM51000622    | Classé       | 1975  |      |
| Zwei Gittertürchen                   | Schmiedeeisen, 1951                                                            | in der Kirche St-Genest (Lage) | PM51002326    | Inscrit      | 1975  |      |